# North Barlow (rivière)

La rivière North Barlow  (en anglais : North Barlow River) est un cours d’eau de la région de la  West Coast de l’Île du Sud de la Nouvelle-Zélande.

## Géographie
C’est une des sources de la rivière Barlow.